# 성치화
성치화(성치화,Seong Chi Hwa, 1991년 4월 19일 ~ )는 대한민국의 정치인이다. 그는 민중당 청년민중당의 집행위원장이었고, 현재는 진보당 서울청년진보당 청년위원회 위원장이다. 2020년 4월 15일 치러지는 대한민국 제21대 국회의원 선거 서울특별시 중랑구 갑 선거구 후보로 출마했다. 

## 역대 선거 결과
|  | 4.84% |

|  | 0.65% |